# LNFA 2009
La LNFA 2009 fue la edición número XV de la Liga Nacional de Fútbol Americano, y se disputó en 2009. 
Con su victoria en la final, Valencia Firebats se proclamó campeón de la liga por tercera vez en los últimos cuatro años. El MVP ofensivo de la final fue el running back Turill Engelman (#34) y el MVP defensivo fue el defensive end Dustin Dlouhy (#42).
En la temporada 2009, la Liga Nacional de Fútbol Americano (LNFA) amplió el número de equipos de 9 a 10 con respecto a la temporada anterior, por lo que la temporada regular incluyó 9 encuentros por equipo (un partido contra cada uno del resto de equipos de la liga). 
Al término de la temporada regular, los dos primeros clasificados accedieron directamente a las semifinales por el título, enfrentándose a los vencedores de las eliminatorias entre wild cards (tercero, cuarto, quinto y sexto puestos de la temporada regular).
| Puesto | Equipo                 | Ganados | Perdidos | P. a favor | P. en contra | Dif. puntos |                                    |
| ------ | ---------------------- | ------- | -------- | ---------- | ------------ | ----------- | ---------------------------------- |
| #1     | Badalona Dracs         | 8       | 1        | 307        | 59           | +248        | Playoffs por el título/Semifinales |
| #2     | L'Hospitalet Pioners   | 8       | 1        | 319        | 57           | +262        | Playoffs por el título/Semifinales |
| #3     | Valencia Firebats      | 8       | 1        | 303        | 102          | +201        | Playoffs por el título/Wildcard    |
| #4     | Rivas Osos             | 6       | 3        | 279        | 192          | +87         | Playoffs por el título/Wildcard    |
| #5     | Gijón Mariners         | 4       | 5        | 191        | 270          | -79         | Playoffs por el título/Wildcard    |
| #6     | Barcelona Búfals       | 4       | 5        | 159        | 248          | -89         | Playoffs por el título/Wildcard    |
| #7     | Las Rozas Black Demons | 3       | 6        | 196        | 205          | -9          |                                    |
| #8     | Sevilla Linces         | 3       | 6        | 180        | 245          | -87         |                                    |
| #9     | Coslada Camioneros     | 1       | 8        | 130        | 282          | -152        |                                    |
| #10    | Granada Lions          | 0       | 9        | 35         | 439          | -404        |                                    |

## Play-offs
|  | Cuartos de final (16-05-2009) | Cuartos de final (16-05-2009) | Cuartos de final (16-05-2009) |                   |    | Semifinales (23-05-2009) | Semifinales (23-05-2009) | Semifinales (23-05-2009) |    |  | Final (07-06-2009) | Final (07-06-2009) | Final (07-06-2009) |  |
|  |                               |                               |                               |                   |    |                          |                          |                          |    |  |                    |                    |                    |  |
|  |                               |                               |                               |                   |    |                          |                          |                          |    |  |                    |                    |                    |  |
|  | #4                            | Rivas Osos                    | 34                            |                   |    |                          |                          |                          |    |  |                    |                    |                    |  |
|  | #4                            | Rivas Osos                    | 34                            |                   |    |                          |                          |                          |    |  |                    |                    |                    |  |
|  | #5                            | Gijón Mariners                | 17                            |                   |    |                          |                          |                          |    |  |                    |                    |                    |  |
|  | #5                            | Gijón Mariners                | 17                            |                   |    | Rivas Osos               | 7                        |                          |    |  |                    |                    |                    |  |
|  |                               |                               |                               |                   |    | Rivas Osos               | 7                        |                          |    |  |                    |                    |                    |  |
|  |                               |                               | #1                            | Badalona Dracs    | 21 |                          |                          |                          |    |  |                    |                    |                    |  |
|  |                               |                               | #1                            | Badalona Dracs    | 21 |                          |                          |                          |    |  |                    |                    |                    |  |
|  |                               |                               |                               |                   |    |                          |                          |                          |    |  |                    |                    |                    |  |
|  |                               |                               |                               |                   |    |                          |                          |                          |    |  |                    |                    |                    |  |
|  |                               |                               |                               |                   |    |                          | Badalona Dracs           | Badalona Dracs           | 10 |  |                    |                    |                    |  |
|  |                               |                               |                               |                   |    |                          |                          |                          | 10 |  |                    |                    |                    |  |
|  |                               |                               | Valencia Firebats             | Valencia Firebats | 29 |                          |                          |                          |    |  |                    |                    |                    |  |
|  |                               |                               | Valencia Firebats             | Valencia Firebats | 29 |                          |                          |                          |    |  |                    |                    |                    |  |
|  |                               |                               |                               |                   |    |                          |                          |                          |    |  |                    |                    |                    |  |
|  |                               |                               |                               |                   |    |                          |                          |                          |    |  |                    |                    |                    |  |
|  |                               | #2                            | L'Hospitalet Pioners          | 26                |    |                          |                          |                          |    |  |                    |                    |                    |  |
|  |                               |                               |                               | 26                |    |                          |                          |                          |    |  |                    |                    |                    |  |
|  |                               |                               |                               | Valencia Firebats | 29 |                          |                          |                          |    |  |                    |                    |                    |  |
|  | #6                            | Barcelona Búfals              | 0                             | Valencia Firebats | 29 |                          |                          |                          |    |  |                    |                    |                    |  |
|  | #6                            | Barcelona Búfals              | 0                             |                   |    |                          |                          |                          |    |  |                    |                    |                    |  |
|  | #3                            | Valencia Firebats             | 41                            |                   |    |                          |                          |                          |    |  |                    |                    |                    |  |
|  | #3                            | Valencia Firebats             | 41                            |                   |    |                          |                          |                          |    |  |                    |                    |                    |  |
|  |                               |                               |                               |                   |    |                          |                          |                          |    |  |                    |                    |                    |  |

## Datos de la final
| Fecha                      | Campeón           | Subcampeón     | Resultado | Estadio                            |
| -------------------------- | ----------------- | -------------- | --------- | ---------------------------------- |
| 7 de junio de 2009 (12.00) | Valencia Firebats | Badalona Dracs | 29-10     | Estadio Municipal Jardin del Turia |